# Alper Öner

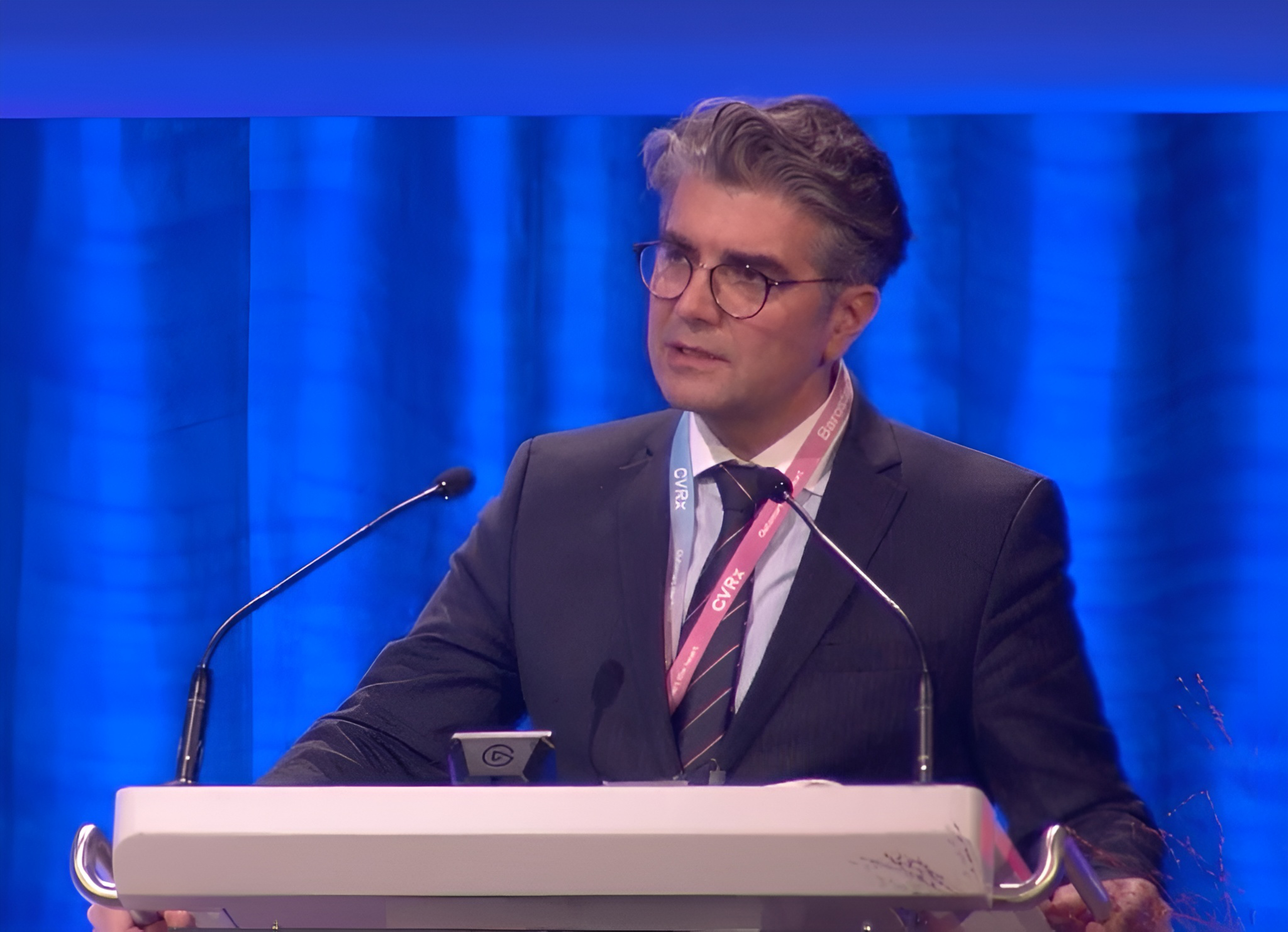
Alper Öner

Alper Öner (* 15. März 1976 in Köln) ist ein deutscher Kardiologe und Wissenschaftler am Universitätsklinikum Rostock.

## Werdegang
Nach dem Abitur 1995 am Genoveva-Gymnasium Köln studierte Alper Öner von 1996 bis 2003 Humanmedizin an der Medizinischen Fakultät der Universität zu Köln. Für sein Auslandsstudium zog es ihn an die Beijing University of Chinese Medicine in China. 2009 wurde er an der Universität zu Köln bei J. D. Ringe mit einer Dissertation mit dem Thema Osteoporose-Risikostratifizierung mittels standardisiertem Patienten-Fragebogen promoviert. Seine Facharztausbildung im Bereich Innere Medizin absolvierte er 2009, 2010 wurde er zum Oberarzt Kardiologie an das Klinikum Leverkusen berufen, 2011 absolvierte er seine Facharztausbildung Kardiologie.
Im Jahr 2015 wurde er zum leitenden Arzt und stellvertretenden Klinikdirektor der Abteilung für Kardiologie an der Universitätsmedizin Rostock berufen, 2017 habilitierte er sich an der Universitätsmedizin Rostock mit der Habilitationsschrift Stellenwert der minimalinvasiven Behandlungsstrategien bei Strukturellen Herzerkrankungen: eine kritische Betrachtung und erhielt die venia legendi für Innere Medizin. Im Jahr 2019 wurde er zum Clinical Director und assoziiertem Mitglied der Institutsleitung des Instituts für Implantattechnologie und Biomaterialien (IIB e.V.) – An-Institut der Universität Rostock berufen. Alper Öner ist auch Mitglied im Kuratorium des IIB e.V.
Im Jahr 2019 wurde Alper Öner zum Professorenvertreter für die W2-Professur mit der Widmung „Interventionelle Kardiologie“ an der Universitätsmedizin Rostock ernannt, 2020 erhielt er den Ruf und nahm die W2-Professur für Interventionelle Kardiologie an der Universitätsmedizin Rostock an.

## Klinische Schwerpunkte
Alper Öner ist Experte auf dem Gebiet der interventionellen Kardiologie und strukturellen Herzerkrankungen. Sein klinischer Schwerpunkt liegt in der Behandlung von Herzkrankheiten mittels minimal-invasiver Verfahren, die es ermöglichen, komplexe kardiovaskuläre Probleme schonend und effektiv zu behandeln. Die Themen der perkutanen koronaren Interventionen und der interventionellen Herzklappentherapien sind auch in Form von internationalen klinischen Studien sein Schwerpunktthema.

## Forschung
Alper Öners Forschungsschwerpunkt im Grundlagenbereich sind die „Implantattechnologie und Biomaterialien“, die eine entscheidende Rolle bei der Entwicklung innovativer Behandlungsmethoden für kardiovaskuläre Erkrankungen spielen. Seine Arbeit konzentriert sich darauf, neuartige Materialien und kardiovaskuläre Implantate zu erforschen, die sowohl biokompatibel als auch langlebig sind und sich für den Einsatz als Herzimplantate eignen. Sein interdisziplinärer Ansatz vereint Ingenieurwissenschaften, Materialwissenschaften und Medizin, um maßgeschneiderte Lösungen zu entwickeln. Alper Öner beschäftigt sich in seiner Forschung beispielsweise mit der Entwicklung von koronaren Gefäßscaffolds und von antiinfektiven Beschichtungen im Bereich von Herzklappen.
Des Weiteren beschäftigt er sich mit der Entwicklung von in-vitro-Prüfmethoden zur Untersuchung von neuartigen kardiovaskulären Implantaten und der Digitalisierung der Medizin, beispielsweise durch Telemedizin.

## Privates
Alper Öner ist verheiratet und Vater von drei Töchtern.